# Navigationssatellit

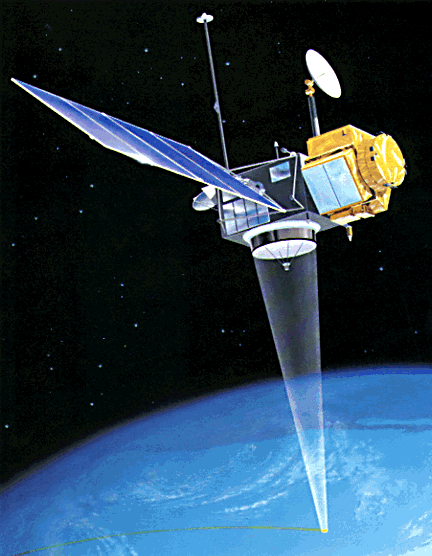
Der Satellit TOPEX/Poseidon, gestartet 1992 für genaue Höhenmessungen

Als Navigationssatelliten werden künstliche Erdsatelliten bezeichnet, die zur Positionsbestimmung von Land-, Wasser- und Luftfahrzeugen dienen.

## Funktionsweise
Zu diesem Zweck strahlt der Satellit – dessen Umlaufbahn genau vermessen wird – Funksignale aus, die von Messgeräten auf der Erde empfangen und analysiert werden. Früher verwendete man Frequenzen zwischen 100 und 500 MHz (Meter- und Dezimeterwellen), heute bis zu 20 GHz (Zentimeterwellen).
Grundlage ist die Entfernungsmessung zwischen dem Empfänger und der laufenden Satellitenposition. Sie kann auch mittels „Pseudostrecken“ (Pseudoranging) oder dem Dopplereffekt (Hyperbelnavigation) erfolgen. Zur Stromversorgung dienen Solarzellen, als Zeitnormal Atomuhren (früher Quarz-Oszillatoren), zur Bahnbestimmung ein Netz von Beobachtungsstationen mit zugehörigem Datenzentrum.

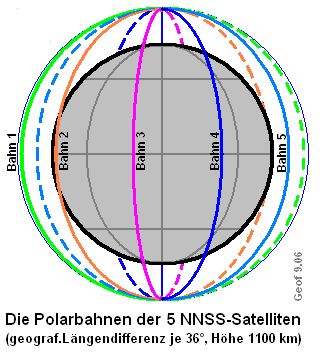
Bahnen der TRANSIT-NNSS-Satelliten

Bewegung der ursprünglichen 18 GPS-Satelliten

In einem System, das sich relativ zum Beobachter bewegt, läuft die Zeit langsamer (siehe Zeitdilatation und Hafele-Keating-Experiment). So müssen die Uhren an Bord eines Navigationssatelliten immer wieder nachgestellt werden. Alternativ kann auch die Atomuhr unkorrigiert weiterlaufen, stattdessen wird aber ein Korrekturwert nachgeführt.

## Umlaufbahnen
Die Wahl der Umlaufbahnen bestimmt wesentlich die Leistungsfähigkeit des Systems. Satelliten in niedrigen Orbits erlauben eine genauere Triangulation, haben aber eine geringere Lebensdauer und eine geringere Sichtbarkeitsdauer, so dass zur vollständigen Abdeckung mehr Satelliten erforderlich sind. Dementsprechend können die Bahnhöhen und Bahnneigungen von Navigationssatelliten – je nach Zweck – sehr verschieden sein. Das 1965–1990 vielverwendete Transit-NNSS-System hatte 5–6 Satelliten in 1000–1100 km hohen Polarbahnen. Sie waren so gegeneinander versetzt (siehe Bild rechts), dass etwa jede Stunde ein Satellit über den Horizont emporkam. Die Erde rotiert unter diesen Satellitenbahnen quasi wie in einem Käfig.
Das heutige Global Positioning System verwendet 25–30 Satelliten in 20200 km Höhe und Bahnen mit 55° Neigung gegenüber dem Äquator. Eine sehr ähnliche Konfiguration verwenden auch GLONASS (mit leicht höherer Inklination, um höhere Breiten besser abzudecken) und das europäische System Galileo, wohingegen BeiDou eine ähnliche Zahl Satelliten auf 22000 km hohe, geosynchrone und geostationäre Bahnen verteilt. In allen Fällen ist das Ziel, zu jedem Zeitpunkt an jedem Punkt der Erde eine gewisse Zahl Satelliten (mindestens vier, in der Praxis mindestens sechs bis acht) über dem Horizont zu haben. Die Bahnhöhe bedeutet aufwendigere Starts, doch sind die Satelliten jeweils lange über einem Ort sichtbar und auch ihre Lebensdauer ist lang (10–15 Jahre). Die Hochfrequenztechnik ist so weit fortgeschritten, dass die mit nur etwa 50 Watt abgestrahlten Signale auf der Erde noch gut messbar sind. Die derzeit meisten Satelliten haben Massen um 2000 kg und tragen je 2 Atomuhren auf Cäsium- oder Rubidium-Basis. Hinzu kommen die Bodenstationen, die die Satellitenbahnen mit hoher Präzision vermessen und diese Daten den Satelliten zugänglich machen müssen. Die Kenntnis der Bahnen ist für eine genaue Positionsbestimmung unerlässlich.

## Messprinzipien

### Dopplereffekt und seine Auswertung
Der erste, im Oktober 1957 gestartete Satellit Sputnik sendete kontinuierlich Funksignale aus. Schon damals hatten Wissenschaftler sowohl mit Interferometern wie auch mit simplen, unidirektionalen Antennen die Flugbahn von Sputnik studiert. Man kam schnell zum Schluss, dass man mit einer genügend genauen Uhr, den Bahnelementen von Sputnik und der Dopplerverschiebung der Sputnik-Signale seine eigene Position berechnen konnte. Letztlich gelang es sogar, aus einem einzigen Überflug des Satelliten genügend Daten für eine Positionsbestimmung zu gewinnen.
Die erste verlässliche und brauchbare Satellitennavigation war in den 1960er-Jahren das Transit-NNSS-System der USA. Es benutzte den aus der Satellitenbewegung resultierenden Doppler-Effekt, der an codierten Zeitmarken in den Funksignalen der Transit-Satelliten gemessen wurde. Die U-Boote der Navy hatten somit erstmals die Möglichkeit, unabhängig von ihrem Ort (LORAN hatte bestenfalls eine Reichweite von einigen tausend Seemeilen) und vom Wetter (astronomische Navigation) die Position zu bestimmen und die Flugbahn der Polaris-Atomraketen korrekt zu programmieren.
Die Dopplerverschiebung wurde aufgezeichnet und 1 Minute lang integriert, was den Entfernungsdifferenzen der betreffenden Satellitenörtern zum Empfänger entspricht. Aus diesen hyperbolischen Standlinien ergab sich die Schiffsposition auf etwa 50 m genau – jedoch nur 15–30 mal pro Tag.
siehe Hauptartikel Dopplersatellit.
Da jede Dopplermessung direkt mit Geschwindigkeiten bzw. ihren Differenzen zu tun hat, konnte so auch die Eigengeschwindigkeit der Fahrzeuge sowie die Erdrotation erfasst werden. Außerdem wurde das NNSS-System für die Landesvermessung eingesetzt: mit zwei oder mehr Empfängern vorgenommene Simultanmessungen auf weit entfernten Vermessungspunkten konnte die Raumstrecke zwischen ihnen genau bestimmt werden. Die Auswertung mit speziellen Differenzmethoden (Schnitt von Hyperboloiden) ergab im postprocessing Positionen, die auf etwa ±50 cm genau waren.
Weiterentwickelte Navigationssatelliten der 1970er-Jahre (Typ NOVA) hatten spezielle Beschleunigungsmesser an Bord, um die nicht-gravitativen Kräfte auf die Satellitenbahnen zu eliminieren. Dadurch konnte die Navigation weltweit auf 20 Meter Genauigkeit gesteigert werden, und in längeren Messkampagnen der Landesvermessung sogar auf ±20 cm.
Doppler-Verschiebungen misst auch das von Frankreich entwickelte Satellitensystem Doppler Orbitography and Radiopositioning Integrated by Satellite (DORIS). Die Messungen erfolgen allerdings nicht am Boden, sondern in den Raumsonden selbst, was den Aufwand senkt. Der heutige Schwerpunkt von DORIS ist aber nicht die Navigation, sondern die Überwachung der Erdrotation, der Ionosphäre und des geodätischen Bezugsystems.
Noch heute verwendet COSPAS-SARSAT, ein Satellitensystem zur Ortung von verunglückten Schiffen und Flugzeugen, den Dopplereffekt – wobei jedoch die Notsignale vom Satelliten aufgezeichnet und in einer Bodenstation ausgewertet werden.

### Zweiwegmessungen und GPS-Pseudostrecken
Andere Systeme (z. B. PRARE) tragen Transponder, um die von einer Bodenstation eintreffenden Funksignale zu beantworten (ähnlich dem Sekundärradar). Diese Zweiwegmessung erlaubt – im Gegensatz zu GPS – eine echte Laufzeitmessung und eine bessere Erfassung der atmosphärischen Refraktion.
Alle heutigen Globalen Navigations-Satellitensysteme (GPS, GLONASS, Galileo oder BeiDou) arbeiten nicht – wie oft behauptet – mit echter Laufzeitmessung der codierten Signale (siehe Trilateration), sondern mit Pseudostrecken. Sie bedeuten eine Entfernungsmessung, bei der alle Messstrecken um einen konstanten Betrag vom wahren Wert abweichen, weil die Satelliten- und Empfängeruhren nur genähert synchronisierbar sind. Der Moment, in dem das Signal im Empfänger eintrifft, wird in dessen Zeitsystem registriert und die kleine Zeitdifferenz δt gemeinsam mit den Ortskoordinaten als Unbekannte bestimmt. Daher genügen auch nicht die Distanzmessung zu drei Satelliten (Schnitt dreier Kugeln), sondern ein vierter wird benötigt. Tatsächlich sind meist ohnehin 6–10 Satelliten über dem Horizont, sodass die geometrisch beste Konstellation gewählt werden kann (siehe die Genauigkeitsparameter PDOP und GDOP). Moderne Geräte können die Signale mehrerer Systeme empfangen und parallel auswerten, so dass Genauigkeit und Verfügbarkeit erhöht werden.